# فالتر شيل
فالتر شيل (بالألمانية: Walter Scheel) (8 تموز 1919 – 24 آب 2016) كان سياسي ألماني في الحزب الديمقراطي الحر (FDP)، خدم أولا في الحكومة كوزير اتحادي للتعاون الاقتصادي والتنمية من عام 1961 إلى عام 1966. وقاد الحزب الديمقراطي الحر من عام 1968 إلى عام 1974.
خلال مستشارية فيلي براندت، كان فالتر شيل وزير للخارجية ونائب المستشار. أصبح فالتر شيل مستشار لألمانيا الغربية بالوكالة من 7 إلى 16 أيار 1974 بعد استقالة فيلي براندت إثر فضيحة غيليوم. انتخب بعد فترة وجيزة رئيسا لألمانيا الغربية، وبقي في المنصب حتى عام 1979. وكان شيل عضوا في الكنيسة الإنجيلية في ألمانيا.

## الخدمة العسكرية
خدم في سلاح الجو الألماني.

## جوائز
حصل على جوائز منها:
- Order of Merit of North Rhine-Westphalia (2009)
- مواطن فخري في برلين
- كارلسبريز (19 مايو 1977)[12]
- Order of Isabella the Catholic (1977)
- Orden wider den tierischen Ernst (1974)
- وسام استحقاق الجمهورية الإيطالية (1971)
- Tie Man of the Year (1969)
- دكتوراه فخرية
- المواطنة الفخرية.

| المناصب السياسية     | المناصب السياسية                                                                     | المناصب السياسية       |
| -------------------- | ------------------------------------------------------------------------------------ | ---------------------- |
| سبقه غوستاف هاينيمان | رئيس ألمانيا 1974-07-01 - 1979-06-30                                                 | تبعه كارل كارستنز      |
| سبقه فيلي برانت      | Minister for Foreign Affairs 1969-10-21 - 1974-05-16                                 | تبعه هانز ديتريش غينشر |
| سبقه فيلي برانت      | نائب المستشار 1969-10-21 - 1974-05-16                                                | تبعه هانز ديتريش غينشر |
| سبقه                 | Ministry for Economic Cooperation and Development of Germany 1961-11-14 - 1966-10-28 | تبعه Werner Dollinger  |
| سبقه                 | عضو البرلمان الأوروبي 1956-07-01 - 1961-11-20                                        | تبعه                   |
| سبقه                 | عضو البرلمان الألماني 1953 - 1974                                                    | تبعه                   |
| سبقه                 | عضو مجلس الشورى الموحد شمال الراين وستفاليا 1950 - 1954                              | تبعه                   |

## روابط خارجية
- فالتر شيل على موقع IMDb (الإنجليزية)
- فالتر شيل على موقع مونزينجر (الألمانية)
- فالتر شيل على موقع ميوزك برينز (الإنجليزية)
- فالتر شيل على موقع قاعدة بيانات الأفلام السويدية (السويدية)
- فالتر شيل على موقع إن إن دي بي (الإنجليزية)
- فالتر شيل على موقع ديسكوغز (الإنجليزية)
- فالتر شيل على موقع كينوبويسك (الروسية)